# Борис Миљковић
Борис Миљковић (Загреб, 3. април 1956) српски је филмски и телевизијски редитељ, креативни директор у адвертајзингу и писац.

## Биографија
Студирао је филмску и ТВ режију на Факултету драмских уметности.
Заједно са Бранимиром Димитријевићем постао је део креативног дуа Борис & Туцко и био коаутор и коредитељ бројних ТВ емисија и филмова током осамдесетих, укључујући Нико као ја, Рокенролер, Руски уметнички експеримент и Шумановић - Комедија уметника. Део његовог савременог видео рада представљен је на изложбама Музеја модерне уметности (МоМА) и Музеја савремене уметности у Хјустону 1989.
Деведесетих је радио као креативни директор у компанији Saatchi & Saatchi Каиро и McCann Erickson Београд, у сарадњи са Срђаном Шапером.
Он је режирао видео перформанса Тишина Балкана који је био завршни догађај Солуна – Европске престонице културе 1997.
Последњих деценија реализовао је неколико стотина телевизијских реклама, музичких спотова и позоришних трејлера.
Његова књижевна дела у највећој мери објављује издавачка кућа Геопоетика.
Године 2003. режирао је Невјесту од вјетра Слободана Шнајдера у Народном позоришту и Причу о војнику у Атељеу 212 две године касније.
Постављен је за уметничког директора за идејну реализацију Песме Евровизије 2008.
Током 2017. године био је један од иницијатора српског MTS Vision Festival. Миљковић је дугогодишњи креативни директор Радио-телевизије Србије.
Живи и ради у Београду.

## Награде
- Награда ЈРТ (1983)
- Награда Телевизијског фестивала у Монте Карлу (1983)
- Награда Цлио (1988)
- МТВ награда (1989)
- Награда Исидора Секулић (2002)[11]
- Награда УЕПС-а (2007)
- Златни јавор (категорија туристички филм), Јахорина Филм Фестивала (2016)
- Награда Тања Петровић[12] (2022)

## Дела

### Књиге
- Чај на Замалеку, short stories, Геополотика, Београд, 2002,  86-83053-86-5
- Фабрика хартије, збирка кратких прича, Геополотика, Београд 2003,  86-7666-014-X
- Успаванка за Лалу, роман, Геополотика, Београд, 2004,  86-7666-048-4
- Пољупци, сећања и разговори, роман, Геополотика, Београд 2006,  86-7666-104-9
- Живот у рају , збирка кратких прича, Самиздат Б92, Београд, 2016,  978-86-7963-434-4[13][14]
- Дубока носталгија, роман, Геопетика, Београд, 2023.[15]

### Филмови
- Руски уметнички експеримент, ТВ филм, 1982.[16]
- Шумановић - Комедија уметника, 1987.[17]
- #Самокажем, коаутор, 2013.[18]
- Пут у будућност, ТВ серија, РТС, 2017.[19]
- Повратак кући: Марина Абрамовић и њена деца, 2022.[20]

### Музички спотови
- Лајбах, Across The Universe (1989)[21]
- Канда, Коџа и Небојша, Кафане и рокенрол (2010)[22]
- Нина Радојичић, Чаробан, песма за Евровизију 2011.[23]
- Регинa, Калимеро (2014)[24]